# Nollkupongobligation
Nollkupongobligation  är en typ av obligation. En ränteutbetalning från en obligation benämns kupong, men dessa värdepapper saknar sådana. Emittenten ger istället ut värdepappret under sitt nominella belopp. Hela avkastningen från värdepappret utbetalas därför på obligationens förfallodag eller när den säljs på obligationsmarknaden. 
Exempel: En vanlig kupongobligation om nominellt 10 000 ges ut med räntan 7 procent under 5 år. Du köper den för 10 000 kronor och ränta utbetalas varje år om 700 kronor och hela beloppet återbetalas efter 5 år. En nollkupongobligation köper du istället för 7 130 kronor och du får efter fem år tillbaka 10 000 kronor. Priset man betalar när obligationen ges ut eller den handlas på marknaden beräknas genom diskontering. 
Nollkupongobligationen är en viktig typ av tillgång i ekonomisk teoribyggnad, eftersom den utgör en byggkloss för att bygga upp mer komplicerade tillgångar. Att de saknar periodiska ränteutbetalningar som måste diskonteras för att bli jämförbara gör dem användbara i olika sorters ekonomiska analyser. Som exempel kan de användas för att konstruera en aktieindexobligation. Nollkupongobligationen används då för att garantera indexobligationens nominella belopp.
I finansiell litteratur kallas obligationen ibland nollkupong och i ekonomiskt vardagsspråk ofta för nollkupongare.
På grund av sin konstruktion kommer priset på redan existerande nollkupongobligationer att vara mer känsligt för ändringar i marknadsräntan än en kupongobligation med samma löptid. 
Räntebärande värdepapper med nollkupongkonstruktion som handlas på penningmarknaden kallas diskonteringsinstrument. 